# Stefan Kühl
Stefan Kühl (* 1966 in Hamburg) ist ein deutscher Soziologe. Er ist Professor an der Universität Bielefeld und arbeitet als Organisationsberater für die Firma Metaplan. Zusammen mit Andreas Hermwille betreibt er den Podcast Der ganz formale Wahnsinn.

## Leben
Nach Zivildienst bei der Offenen Behindertenarbeit der Evangelischen Jugend München, studierte er Soziologie, Geschichtswissenschaft und Wirtschaftswissenschaft an der Universität Bielefeld, der Johns Hopkins University Baltimore, der Université Paris X-Nanterre und University of Oxford.
Als wissenschaftlicher Mitarbeiter war er an der Université de Bangui (Zentralafrikanische Republik), der Universität Magdeburg und der Universität München tätig. Er wurde an der Universität Bielefeld mit einer Arbeit über die internationale Verflechtung in der Eugenik und Rassenhygiene im Fach Soziologie promoviert und in Wirtschaftswissenschaft an der Technischen Universität Chemnitz mit einer Arbeit über Risikokapital in der New Economy.
Er habilitierte sich in Soziologie an der Universität München mit einer Arbeit über neue Organisationsformen. Er war Gastprofessor an der Venice International University und der Universität Hamburg. Er war von 2004 bis 2007 Professor für Soziologie an der Helmut-Schmidt-Universität – Universität der Bundeswehr Hamburg. Seit 2007 ist er Professor für Organisationssoziologie an der Universität Bielefeld.
Seine Forschungsgebiete sind die Gesellschaftstheorie, die Organisationssoziologie, die Interaktionssoziologie, die Arbeitssoziologie, die Professionssoziologie, die Gewaltsoziologie, die Bewegungsforschung und die Wissenschaftsgeschichte.

## Forschungen

### Dezentralisierte Organisationsformen
Ein zentraler organisationssoziologischer Schwerpunkt sind die ungewollten Nebenfolgen neuer Organisationsformen in Unternehmen, Verwaltungen, Universitäten, Ministerien und Krankenhäusern. Dabei wurden insbesondere das „Politisierungsdilemma“, „Komplexitätsdilemma“ und „Identitätsdilemma“ herausgearbeitet, die bei sehr weitgehender Dezentralisierung und Abflachung der Hierarchie in Organisationen entstehen können. In der Diskussion über Agilität hat er herausgearbeitet, dass es zwei grundlegend verschiedene Modelle gibt. Im „Modell F“ wird in Organisationen auf stark auf Formalität gesetzt, im „Modell I“ auf Informalität.

### Regelabweichungen in Organisationen
Ein anderer organisationssoziologischer Schwerpunkt beschäftigt sich mit funktionalen Regelabweichungen in Organisationen. Unter dem Begriff der „brauchbaren Illegalität“ wird dabei herausgearbeitet, dass Regelverletzungen für Organisationen hilfreich sein können. Besondere Zweifel äußert er dabei an dem Trend, Regelverletzungen durch eine zunehmende Moralisierung von Organisationen in den Griff bekommen zu wollen.

### Eugenik und Rassenhygiene
Wissenschaftssoziologischer Forschungsschwerpunkt ist die internationale wissenschaftliche Verflechtung in der Eugenik und Rassenhygiene. Nachdem die „Nazi Connection“ von US-amerikanischen Eugenikern zu NS-Rassenpolitikern in der Zeit vor und nach 1933 nachgewiesen werden konnte, konzentrierte sich die Forschung besonders auf Bedeutung der internationalen Kooperation bei der Etablierung von Eugenik und Rassenhygiene als wissenschaftliche Disziplinen Anfang des 20. Jahrhunderts.

### Holocaust und Organisation
In der Forschung über Genozide steht die Herausarbeitung der Bedeutung von Organisationen im Mittelpunkt. Es war die Einbindung in Organisationen des NS-Staats, die diese Menschen dazu gebracht hat, sich an Deportationen und Massenerschießungen zu beteiligen – und zwar unabhängig von den ganz unterschiedlichen Motiven, die sie ursprünglich zum Eintritt in diese Organisationen bewogen haben.

### Risikokapitalfinanzierung
Wirtschaftssoziologischer Forschungsschwerpunkt ist die Auswirkung einer Finanzierung über Risikokapital auf die Struktur von Unternehmen. Durch die Finanzierung über Risikokapital entstehe ein Exit-Kapitalismus, in den alle Beteiligten am Beginn einer Unternehmung an ihren baldigen Ausstieg denken. Mit Exit-Kapitalismus wird dabei eine Sichtweise von Kapitalbesitzern bezeichnet, denen es darum geht, einmal erworbene Unternehmensanteile nach kurzer Zeit mit einem hohen Exit-Profit zu verkaufen.

### Coaching und Supervision
In der Forschung über Coaching und Supervision geht es vorrangig um die Einordnung dieser personenorientierten Beratungsansätze in die allgemeine Organisationstheorie. Bekannt wurden die Forschungen besonders durch die These, dass es in der Coachingszene ein Scharlatanerieproblem gibt, weil es nur rudimentäre Ansätze zur Bildung einer Profession gäbe. Kontrovers diskutiert wurde die aus der soziologischen Systemtheorie abgeleitete These, dass die Personalentwicklungsinstrumente Coaching und Supervision ein stumpfes Schwert zur Veränderung der Struktur von Organisationen sind, aber wichtige latente Funktionen haben, weil Konflikte in Organisationen in personenorientierten Beratungssettings isoliert und so strukturelle Konflikte personalisiert werden.

### Hochschulen
Im Rahmen der Entwicklung einer systemtheoretischen Organisationssoziologie ist eine auch in der Hochschulpolitik-Diskussion wahrgenommene Kritik an der Bologna-Reform entstanden. Als Ursache für die wachsende Bürokratisierung der Hochschulen und die zunehmende Verschulung von Bachelor- und Masterstudiengängen werden nicht eine neoliberale Verschwörung zum Umbau der Hochschulen, Steuerungsphantasien von Hochschulleitungen oder handwerkliches Ungeschick bei der Konzeption von Studiengängen identifiziert. Vielmehr werden die Probleme der Bologna-Reform als ungewollte Nebenfolge der Einführung von Leistungspunkten (ECTS-Punkte) verstanden. Durch den Zwang jede Arbeitsstunde in einer Zeiteinheit vorauszuplanen, entstände ein „Sudoku-Effekt“ – die Notwendigkeit, die in Leistungspunkten ausgedrückten Veranstaltungen, Prüfungen und Module so miteinander zu kombinieren, dass das Studium punktemäßig „aufgeht“.

### Freundesgruppen
In seinen gruppensoziologischen Arbeiten geht es darum, über einen engen Begriff der sozialen Gruppe die Bedeutung der persönlichen Kommunikation in diesem Systemtypus herauszuarbeiten und dadurch Verbindungen zur Soziologie der Freundschaft zu erschließen. Dabei wird herausgearbeitet, dass sich Freundesgruppen erst in der modernen Gesellschaft herausgebildet haben und deutlich gegenüber Organisationen, Bewegungen und Familien ausdifferenziert haben. Der enggeführte Gruppenbegriff ermöglicht es, systematisch zwischen Gruppen, Cliquen und Teams in Organisationen zu unterscheiden. Eine erste Anwendung des Konzeptes ist am Beispiel von Terrorgruppen vorgenommen worden.

### Bewegungen
In den Arbeiten zu Bewegungen in Politik, Religion, Wirtschaft, Wissenschaft und Sport wird die Orientierung an Werten als zentrales Merkmal von Bewegungen herausgearbeitet. Damit findet eine deutliche Abgrenzung gegenüber Versuchen in der Systemtheorie statt, Bewegungen über das Motiv des Protestes zu bestimmen und auf das politische System zu beschränken. Zentraler Schwerpunkt der Forschungen sind dabei Tendenzen zur Verorganisierung in Bewegungen.

## Veröffentlichungen (Auswahl)

### Organisationsforschung
- Der ganz formale Wahnsinn. 111 Einsichten in die Welt der Organisationen. Vahlen Verlag, München 2022, ISBN 978-3-8006-6887-8
- Brauchbare Illegalität. Vom Nutzen des Regelbruchs in Organisationen. Campus Verlag, Frankfurt a. M., New York 2022, ISBN 978-3-593-51301-0.
- Der Sudoku-Effekt. Hochschulen im Teufelskreis der Bürokratie. Eine Streitschrift. Transcript Verlag, Bielefeld 2012, ISBN 978-3-8376-1958-4.
- Organisationen. Eine sehr kurze Einführung. VS Verlag, Wiesbaden 2020, 2. Auflage ISBN 978-3-658-29831-9.
- Coaching und Supervision. Zur personenzentrierten Beratung in Organisationen. VS Verlag, Wiesbaden 2008, ISBN 978-3-531-16092-4.
- Sisyphos im Management. Die verzweifelte Suche nach der optimalen Organisationsstruktur. Wiley Verlag, Weinheim 2002, ISBN 3-527-50042-1. Campus Verlag, Frankfurt a. M.; New York 2015, 2. Auflage, ISBN 978-3-593-50226-7.
- Das Regenmacher-Phänomen. Widersprüche und Aberglauben im Konzept der lernenden Organisation. Campus Verlag, Frankfurt a. M.; New York 2000, ISBN 978-3-593-36188-8, 2. Auflage 2015, ISBN 978-3-593-50294-6.
- Wenn die Affen den Zoo regieren. Die Tücken der flachen Hierarchien. Campus Verlag, Frankfurt a. M.; New York 1995, ISBN 978-3-593-35159-9, 6. Auflage 2015, ISBN 978-3-593-50293-9.
- Führung und Gefolgschaft. Management im Nationalsozialismus und in der Demokratie. Suhrkamp, Berlin 2025, ISBN 978-3-518-30069-5.

### Wirtschafts-, Arbeits- und Industrieforschung
- Exit. Wie Risikokapital die Regeln der Wirtschaft verändert. Campus Verlag, Frankfurt a. M.; New York 2003, ISBN 978-3-593-37226-6.
- Arbeits- und Industriesoziologie. Eine Einführung. Transcript Verlag, Bielefeld 2004, ISBN 978-3-89942-189-7.
- Arbeit – Marxistische und systemtheoretische Zugänge. Springer Fachmedien, Berlin/Wiesbaden 2017, ISBN 978-3-658-18116-1.

### Wissenschafts- und Technikforschung
- The Nazi Connection. Eugenics, American Racism and German National Socialism. Oxford University Press, New York; Oxford 1994, ISBN 978-0-19-514978-4.
- Die Internationale der Rassisten: Aufstieg und Niedergang der internationalen eugenischen Bewegung im 20. Jahrhundert. Campus Verlag, 2., aktualisierte Auflage. Frankfurt a. M.; New York 2014. ISBN 978-3-593-39986-7.

### Genozidforschung
- Ganz normale Organisationen. Zur Soziologie des Holocaust. Suhrkamp Verlag, Berlin 2015, ISBN 978-3-518-29730-8.[19]

### Herausgeberschaften

#### Methoden empirischer Sozialforschung
- Methoden der Organisationsforschung: Ein Handbuch (herausgegeben mit Petra Strodtholz und Andreas Taffertshofer). VS Verlag, Wiesbaden 2005, ISBN 978-3-531-14359-0.
- Handbuch der quantitativen Methoden der empirischen Sozialforschung (herausgegeben mit Petra Strodtholz und Andreas Taffertshofer). VS-Verlag, Opladen 2005.
- Handbuch Methoden der Organisationsforschung. Quantitative und qualitative Methoden (herausgegeben mit Petra Strodtholz). VS-Verlag, Wiesbaden 2009, ISBN 978-3-531-15827-3.

#### Beratungsforschung
- Black-Box Beratung? Empirische Studien zu Coaching und Supervision (herausgegeben mit Karolina Galdynski). Springer Verlag, Berlin/Wiesbaden 2009, ISBN 978-3-531-91560-9.
- Organisation und Intervention. Ansätze für eine sozialwissenschaftliche Fundierung von Organisationsberatung (mit Manfred Moldaschl). Rainer Hampp Verlag, München und Mering 2010, ISBN 978-3-86618-431-2.